# ولادیمیر کانیگین
ولادیمیر کانیگین (روسی: Владимир Александрович Каныгин؛ ۱۹۴۸ – ۱۹۹۰) وزنه‌بردار اهل اتحاد جماهیر شوروی بود.
وی در مسابقات کشوری و بین‌المللی در مجموع برندهٔ ۲ مدال طلا شده‌است.